# David Pingree
Pour les articles homonymes, voir Pingree.
David Edwin Pingree (2 janvier 1933, New Haven, Connecticut - 11 novembre 2005, Providence, Rhode Island) est un historien des sciences américain, professeur d’université et professeur d’histoire des mathématiques et des classiques à l'université Brown et l’un des plus grands historiens des sciences exactes de l’antiquité en Amérique (principalement les mathématiques). 

## Biographie
Diplômé de la Phillips Academy à Andover (Massachusetts) en 1950, il étudie ensuite à l'université Harvard où il obtient son doctorat en 1960 avec une thèse sur la supposée transmission de l'astrologie hellénistique (en) à l'Inde sous la supervision conjointe de Daniel H. H. Ingalls Sr. (en) et d'Otto Eduard Neugebauer. Après avoir terminé son doctorat, Pingree est resté trois ans de plus à Harvard en tant que membre de sa Society of Fellows avant de s’installer à l’université de Chicago pour accepter le poste d’associé de recherche à l’Oriental Institute. 
Il rejoint le département d'histoire des mathématiques de l'université Brown en 1971, où il occupe la chaire jusqu'à sa mort. 
En tant que successeur d'Otto Neugebauer (1899–1990) dans le département d'histoire des mathématiques de Brown (créé par Neugebauer en 1947), Pingree compte parmi ses collègues des érudits notables, notamment Abraham Sachs et Gerald J. Toomer,,.

## Carrière
Jon McGinnis, de l'université du Missouri à Saint-Louis, décrit ainsi la vie de travail de Pingree: 
 (...) Pingree s'est consacré à l'étude des sciences exactes, telles que les mathématiques, l'astronomie mathématique et les présages astraux. Il s’intéressait également beaucoup à la transmission de ces sciences au-delà des frontières culturelles et linguistiques. Son intérêt pour la transmission des sciences exactes provenait de deux fronts ou, peut-être plus exactement, de son intérêt représente les deux faces d'une même pièce. D'une part, il s'interrogeait sur la manière dont une culture pourrait s'approprier, et donc modifier, la science d'une autre culture (antérieure) afin de rendre ces connaissances scientifiques antérieures plus accessibles à la culture destinataire. D'autre part, Pingree s'intéressait également à la manière dont les textes scientifiques issus d'une culture ultérieure pourraient être utilisés pour reconstruire ou mettre en lumière nos archives fragmentaires de sciences antérieures. Dans cette quête, Pingree utilise avec la même facilité les œuvres grecques anciennes pour clarifier les textes babyloniens sur la divination, se tourner vers des traités arabes pour éclairer les premiers textes astronomiques et astrologiques grecs, rechercher des textes sanskrits pour expliquer l'astronomie arabe ou suivre l'apparition de l'astronomie indienne l'Europe médiévale. 
 En juin 2007, la bibliothèque de l’Université Brown a acquis la collection personnelle de documents de recherche de Pingree. La collection se concentre sur l'étude des mathématiques et des sciences exactes dans le monde antique, en particulier en Inde, et sur la relation entre les mathématiques orientales et le développement des mathématiques et des disciplines connexes en Occident. La collection contient environ 22 000 volumes, 700 fascicules et plusieurs manuscrits. Le fonds contient des documents antiques et récents publiés en sanscrit, en arabe, en hindi, en persan et en langues occidentales. 
Parmi ses doctorants figurent Kim Plofker et Takao Hayashi (de).

## Travaux

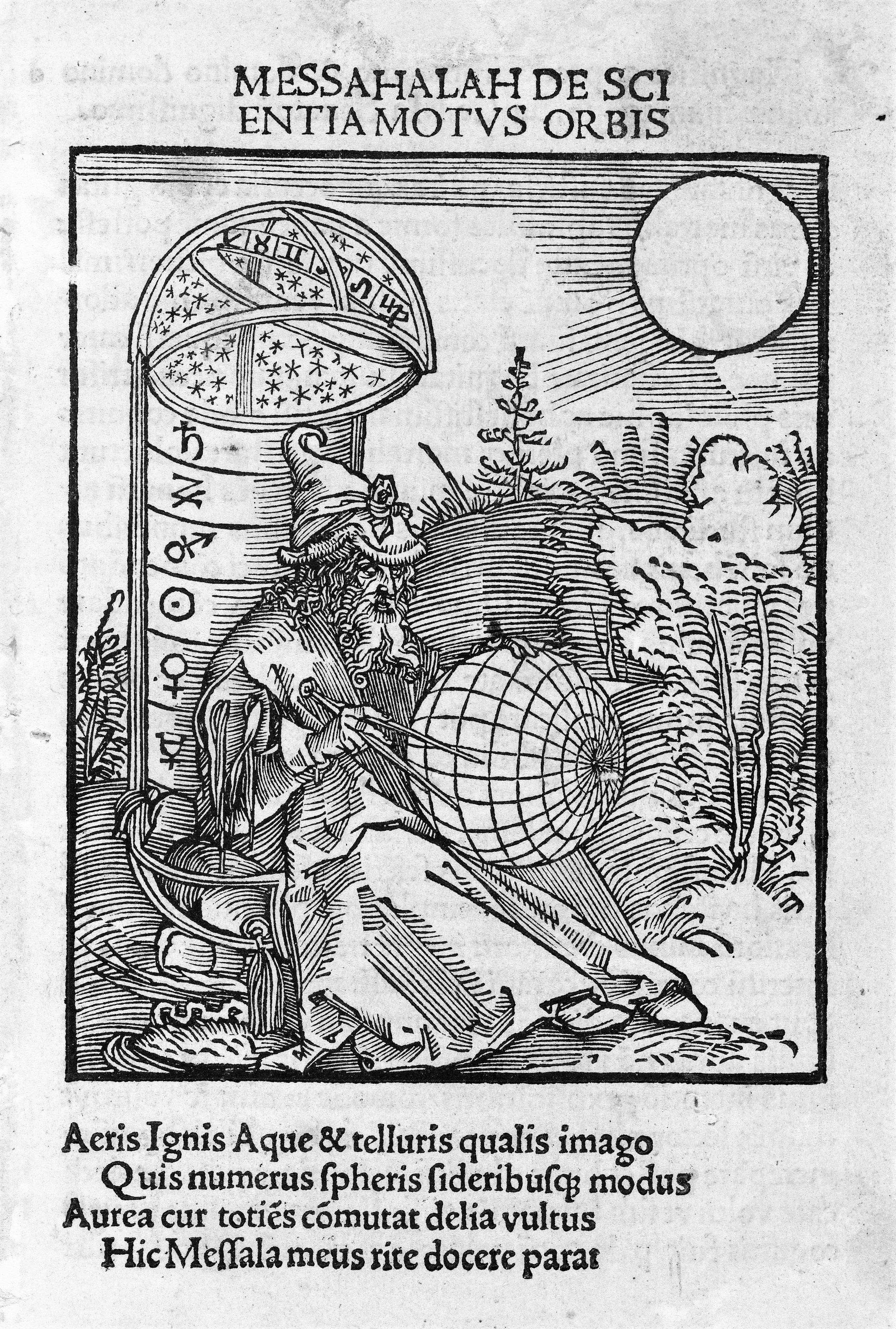
De scientia motvs orbis, originellement par Māshāʼallāh (édition allemande de 1504).

David Pingree s'est intéressé aux apports de l'astrologue et astronome juif Masha'allah ibn Atharî (vers 740-815), qui a écrit une vingtaine de livres en astrologie, traduits en latin au XIIe siècle et dont un seul reste dans son arabe original ;  on en dispose de nombreuses traductions dont une en grec byzantin.
Dans leur article « The Fragments of the Works of Al-Fazārī », David Pingree et ses co-auteurs Carlo Alfonso Nallino et Edward Stewart Kennedy s'intéressent aux travaux de Muhammad al-Fazari, astronome et astrologue ayant vécu à la cour du calife Al-Mansur. Ils pensent notamment qu'il pourrait s'agir de la même personne qu'un autre astronome, Ibrahim al-Fazari, que Heinrich Suter décrit comme étant son père, tant il est difficile de distinguer les œuvres de l'un de celles de l'autre.
David Pingree étudie le Yavanajataka, important texte d’astrologie antique indienne, et en propose une traduction du sanskrit vers l’anglais (publiée en 1978) et une datation, toutes deux sujettes à controverse. Selon lui, il est indéniable que l’ouvrage est sous-tendu par la tradition grecque, notamment par le fait que les couleurs associées à chaque planète dans le Yavanajataka sont les mêmes que l’on retrouve régulièrement dans les représentations grecques.
Il s'est intéressé au Picatrix, traité de magie et d'hermétisme médiéval, traduction du traité arabe Ghâyat al-hakîm, écrit au milieu du XIe siècle,,.
Il a publié les textes de Grégoire Choniadès, savant byzantin et évêque de la fin du XIIIe et au début du XIVe siècle.
Il s'est intéressé au mathématicien, astronome et astrologue indien Varahamihira (v.505-587) et notamment son traité divinatoire, la Br̥hat-Samhita.
En mathématiques, il s'est intéressé en particulier à l'école du Keralan une école de mathématiques et d'astronomie fondée par Madhava de Sangamagrama active du XIVe et le XVIe siècle,.

## Controverse

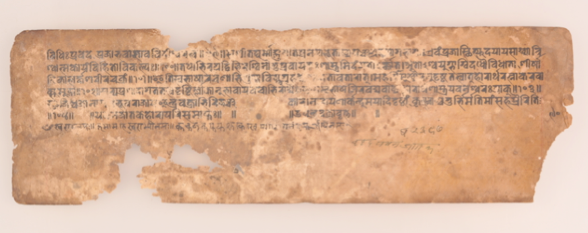
Dernier feuillet d'un manuscrit du Yavanajātaka, conservé dans le National Archive of Nepal à Katmandou.

David Pingree est connu pour avoir avancé sa théorie de la "non-originalité" de la science indienne en astronomie (Jyotisha (en)). La majeure partie de cette science repose, selon sa préférence, uniquement sur des concepts étrangers. Il a affirmé que, dans l'astronomie indienne ancienne, tout provenait de Babylone, même en l'absence de preuves de cette thèse. Cette théorie de l’originalité fait l’objet de vives controverses parmi les spécialistes et nombre de ses arguments ont été rejetés. K.S. Shukla, par exemple, signale les amendements gratuits et incorrects apportés par Pingree au manuscrit du Yavanajataka. Selon l'historien de l'astronomie Bill Mak: "Les nouvelles lectures et preuves suggèrent toutefois que la datation par David Pingree de l'original de Yavaneśvara (149 / 150CE) et de la traduction par Sphujidhvaja (269 / 270CE) sont intenables. Il n’y a eu qu’un seul auteur, Sphujidhvaja, connu également sous le nom de Yavaneśvara. De plus, le colophon n’indiquait pas de date. Les dates étaient un amendement personnel de Pingree" ,. 
Dans son livre "Astronomie Indienne" (1975), l'historien français de l'astronomie Roger Billard a rejeté la théorie de Pingree selon laquelle les tables astronomiques indiennes étaient dérivées de Babylone en montrant que cette théorie était en conflit avec les preuves internes des textes indiens.

## Prix
Récipiendaire d'une bourse Guggenheim en 1975 et d'une bourse MacArthur en 1981, il a été membre de la Society of Fellows de Harvard, de la Société américaine de philosophie et de l'Institute for Advanced Study. Il a également été professeur AD White à l'Université Cornell en 1995. 
En 1971 il devient membre de l'Académie américaine des arts et des sciences, en 1992 il reçoit un doctorat honorifique de l'Université de Chicago.

## Sélection de publications
- 1959 : A Greek Linear Planetary Text in India, Journal of the American Oriental Society 79, décembre 1959, no 4, p. 282-284
- Astronomy and Astrology in India and Iran, juin 1963, Isis 54 no 2, p. 229-246
- (en) David Pingree, « The Fragments of the Works of Yaʿqūb ibn Ṭāriq (en) », Journal of Near Eastern Studies, vol. 26,‎ 1968, p. 97-125
- (en) David Pingree, « The Fragments of the Works of al-Fazari », Journal of Near Eastern Studies, vol. 28,‎ 1970, p. 103-123
- 1970 : Census of the Exact Sciences in Sanskrit (Recension des sciences exactes en sanscrit, 5 volumes) Société américaine de philosophie, Philadelphie
- 1970–1971 : avec Otto Neugebauer : The Pañcasiddhāntikā of Varāhamihira. (Historisk-filosofiske skrifter. 6, 1, (1)–2,  (ISSN 0023-3307)). 2 vol. Munsgaard, Copenhague.
- 1971 : avec Edward Stewart Kennedy : The Astrological History of Māshā’allāh, Cambridge, Harvard University Press,  (ISBN 9780674863965).
- 1976 : Dorothei Sidonii carmen astrologicum (Teubner, Leipzig).
- 1978 : Le Yavanajātaka de Sphujidhvaja (2 volumes), Harvard Oriental Series (en) 48 [27],[28]
- 1986 : Vettii Valentis Antiocheni Anthologiarum Libri Novem (Teubner, Leipzig).
- 1989 : avec Hermann Hunger: MUL.APIN : An Astronomical Compendium in Cuneiform, Horn, F. Berger (= Archiv für Orientforschung (de). Beiheft. 24).
- 1993 : (en) « The Greek Influence on Early Islamic Mathematical Astronomy », dans Journal of the American Oriental Society 93 (1993) : 32–43.
- 1994 : (en) « The Teaching of the Almagest in Late Antiquity », dans Timothy D. Barnes (dir.), In The Sciences in Greco–Roman Society, Academic Print and Publishing, Edmonton, 1994, p. 73–98.
- 1997 : (édité avec Charles Burnett) Le Liber Aristotilis de Hugo de Santalla, Institut Warburg Surveys and Texts 26, Londres.
- 1999 : avec Hermann Hunger: Astral Sciences in Mesopotamia (Handbuch der Orientalistik (de). Abt. 1: Der Nahe und der Mittlere Osten. vol 44). Brill, Leiden et. a.  (ISBN 9004294139).
- 2001 : (en) « From Alexandria to Baghdād to Byzantium: The Transmission of Astrology », International Journal of the Classical Tradition, été 2001, p. 3-37.
- 2002 : (avec Takanori Kusuba) Astronomie arabe en sanscrit: Al-Birjandī sur Tadhkira II, chapitre 11 et sa traduction en sanscrit, Brill, Leiden
- 2005 : (avec Erica Reiner) Babylonian Planetary Omens (Présages planétaires babyloniens), Brill, Leiden.
- Contributions au Dictionary of Scientific Biography :
  - History of Mathematical Astronomy in India. In: Dictionary of Scientific Biography. vol 15 = Supplément 1: Roger Adams – Ludwik Zejszner. Topical Essays. Scribner, New York NY 1978,  (ISBN 0-684-14779-3), pp 533–633.
  - "Māshā'allāh", Dictionary of Scientific Biography vol 9 (1974), 159-162.
  - (en) David Pingree, « Āryabhaṭa », dans Complete Dictionary of Scientific Biography, Détroit, éditions Scribner, 2008 (ISBN 978-0-684-31559-1, lire en ligne)
- Voir la liste Worldcat pour d'autres titres.

## Sources et liens externes
- Notices d'autorité :   - VIAF
  - ISNI
  - BnF (données)
  - IdRef
  - LCCN
  - GND
  - Italie
  - CiNii
  - Espagne
  - Belgique
  - Pays-Bas
  - Pologne
  - Israël
  - NUKAT
  - Catalogne
  - Vatican
  - Norvège
  - Tchéquie
  - WorldCat
- Ressources relatives à la recherche :   - Dimensions
  - Mathematics Genealogy Project
  - Medicina
- Mémorial de Kim Plofker et Bernard R. Goldstein à Aestimatio.
- Mémoire de Toke Lindegaard Knudsen dans le Bulletin de la Société canadienne d'histoire et de philosophie des mathématiques https://web.archive.org/web/20070927032441/http://faculty.umf.maine.edu/~molinsky/cshpm/Bulletin /38-2006.pdf (pp. 5-6)
- Avis de décès dans le Brown Daily Herald https://web.archive.org/web/20070929104430/http://www.browndailyherald.com/home/index.cfm?event=displayArticle&uStory_id=47d666ba-15db-402b-4071b-bd71-a539c61b03.
- "Un Indiana Jones de mathématiques" dans le George Street Journal
- Une collection de PDF de certains textes utilisés par M. Pingree et ses étudiants, y compris une copie d'une édition Heiberg de l'Almageste utilisée par M. Pingree lui-même